# هارولد بلوم
هارولد فرانسيس بلوم (بالإنجليزية: Harold F. Blum)‏ (1899 - 1980) عالم فيزيولوجي استكشف تفاعل الضوء والكيماويات على الخلايا، وخاصة سرطان الجلد الناجم عن أشعة الشمس. وهو معروف أيضا في كتابه بعنوان Time's Arrow and Evolution لعام 1951 حول علم الأحياء التطوري والديناميكا الحرارية.

## حياته وتعليمه
ولد هارولد بلوم في 12 فبراير 1899، في إسكونديدو (كاليفورنيا). خدم مع الفيلق (إشارة لقوات المشاة الأمريكية في فرنسا) لمدة عام خلال الحرب العالمية الأولى. تخرج بلوم في عام 1922 من جامعة كاليفورنيا (بركلي)، حضر في مدرسة طب هارفارد من 1923 إلى 1924، ثم عاد إلى بيركلي للحصول على درجة الدكتوراه في علم وظائف الأعضاء وتخرج في عام 1927. خلال دراسته عمل بلوم للجنة سان خوان البحرية. أكمل بلوم دراسات ما بعد الدكتوراه في مختبر البحرية كونكارنيو في فرنسا وجامعة لييج في بلجيكا في عام 1933.

## عمله
كان هارولد بلوم أستاذا مساعدا في علم الحيوان في جامعة أوريغون، ثم مدرسا في علم وظائف الأعضاء في كلية الطب بجامعة هارفارد. أصبح أستاذ مساعد، ثم أستاذ مشارك في علم وظائف الأعضاء في جامعة كاليفورنيا في بيركلي. في عام 1938، كان بلوم عضوا مؤسسا في المعهد الوطني للسرطان. كتاب بلوم في عام 1940 كان عن العمل الضوئي والأمراض الضوئية بسبب الضوء، كُتب ذلك الكتاب في زمالة غوغنهايم (ومُنح في 1936 و 1945 و 1953) نصا كلاسيكيا يستخدم في كليات الطب لسنوات عديدة. حصل الكتاب على وسام جامعة لييج. من 1943-1946 خلال الحرب العالمية الثانية، كان الفيزيائي الحيوي الرئيسي لمعهد البحوث الطبية البحرية. في عام 1947 أصبح بلوم أستاذا زائرا في جامعة برنستون، حيث أمضى 20 عاما.
في عام 1951 نشر بلوم نظرية عن سهم الزمن، الذي «يستكشف العلاقة بين سهم الزمن (القانون الثاني للديناميكا الحرارية) والتطور العضوي». ويؤكد بلوم أن التطور يتبع أنماطا محددة سلفا من قبل الطبيعة غير العضوية للأرض والعمليات الديناميكية الحرارية. ويدعي الباحث روبرت شولز، الذي يكتب عن التأثيرات على الخيال العلمي، العمل بأنه «علامة فارقة في كتابة العلوم»، وهي «واحدة من أروع القطع العلمية التي كتبت على الإطلاق».
تقاعد بلوم من جامعة برينستون ودائرة الصحة العامة الأمريكية في عام 1967. بعد التقاعد، كان أستاذا، ثم أستاذ فخري، في علم الأحياء في جامعة ولاية نيويورك في ألباني. من عام 1973 حتى وفاته في عام 1980، كان هارولد بلوم أستاذا زائرا في علم الأحياء الضوئية في مركز علم الفيروسات الضوئية، ومستشفى الجلد والسرطان في جامعة تيمبل مدرسة الطب.
توفي هارولد بلوم في فيلادلفيا (بنسيلفانيا) في 29 سبتمبر 1980.